# Barbodes joaquinae
Barbodes joaquinae es una especie de peces de la familia de los Cyprinidae en el orden de los Cypriniformes.]

## Hábitat
Es un pez de agua dulce.